# Charles de Surville
Pour les articles homonymes, voir Surville.
Charles, marquis de Surville, né le 15 novembre 1803 à Nîmes et mort le 9 juillet 1868 au château de Lacoste près de Nîmes, est un homme politique français.

## Biographie
Il est le fils de Joséphine de Lattier et Jean-Louis de Surville, comte romain, maire de Nîmes et Receveur général des Finances du Gard.
Il entre au collège Stanislas à Paris puis fait ses études de droit. En 1826, âgé de seulement 23 ans, il remplace son père à son poste de receveur du Gard. Il est considéré comme le fondateur de la « Gazette du Bas-Languedoc ».
À l'avènement de Louis-Philippe Ier, Charles, ardent légitimiste, démissionne de ses charges pour montrer son hostilité au nouveau régime.
C'est alors qu'il entre en politique en devenant conseiller général du canton de Nîmes-3. Il sera ensuite président du Conseil général du Gard. Aux élections législatives de 1849, tête de liste royaliste, il est élu député. Il devient alors l'un des chefs de l'extrême-droite au Parlement. Il se lie d'amitié avec Pierre-Antoine Berryer et se met au service du « comte de Chambord ». Il s'oppose à l'élection de Louis-Napoléon Bonaparte à la présidence de la République, mais ne vote pas pour Cavaignac. Il s'impliquera alors grandement dans le Comité légitimiste de Paris. Il rencontrera alors fréquemment le « comte de Chambord » et deviendra son chambellan.
De 1867 à sa mort, il représente le canton de Saint-Gilles.
Atteint d'une grave maladie, il retourne en France où il écoula ses dernières années. Résidant au château de Lacoste, mais aussi dans ses propriétés de Valcombe, près de Générac et au mas de Bord, à Aimargues.
Il est enterré au caveau familial du château de Valcombe, à Générac.

## Distinctions
- Chevalier de la Légion d'Honneur

## Sources
- « Charles de Surville », dans Adolphe Robert et Gaston Cougny, Dictionnaire des parlementaires français, Edgar Bourloton, 1889-1891 [détail de l’édition]